# Oryzopsis henryi
Oryzopsis henryi là một loài thực vật có hoa trong họ Hòa thảo. Loài này được (Rendle) Keng f. mô tả khoa học đầu tiên năm 1976.